# ヴラヂーミル・ヴァフミストローフ
ヴラヂーミル・セルゲーイェヴィチ・ヴァフミストローフ（ロシア語: Владимир Сергеевич Вахмистровヴラヂーミル・スィルギェーヴィチュ・ヴァフミストローフ、英語: Vladimir Sergeevich Vakhmistrov ) (1897-1972)はソビエト連邦の航空機設計者。
彼は1930年代に「爆撃機航空母艦」（Бомбардировщик-авианосецバンバルヂローフシチク・アヴィアノースィェツ）または「航空母艦（直訳: 航空機の子宮・母）」（Авиаматкаアヴィアマートカ）と呼ばれる機体を製作したことで知られている。
これは大型機の主翼の上下や機体下部に小型機を吊るすという「極めてエキゾチックな方法」を用いた航空機で、空中で分離・合体を繰り広げることから「ヴァフミストローフのサーカス」とも呼ばれていた。興味深いのはソ連がこの種の飛行機をかなり真剣に研究していたということで、他国における同様の研究は第二次世界大戦までには大抵頓挫している。
開発された機体はズヴェノーと名付けられ、Z-1から7まで7種類が開発された。これらは小型の爆撃機や戦闘機を搭載したが、最終的にはI-16SPB 急降下爆撃機2機を搭載するズヴェノーSPBが完成された。この機体は大戦初期にルーマニアへの攻撃に用いられ、ある程度の成果を上げた。
なお、彼の姓は日本語においては「ヴァフミストロフ」、「バフミストロフ」、「ヴァクミストロフ」、「バクミストロフ」などと表記されることが多い。